# Черемшанова, Светлана Андреевна
Светлана Андреевна Черемшанова (род. 21 августа 1985, Шадринск, Курганская область) — российская и казахстанская тяжелоатлетка. В 2008 году на Чемпионате Азии в Японии выиграла бронзовую медаль. В 2012 году на Чемпионате Европы выиграла бронзовую медаль, проиграв 2 месту всего 10 грамм по собственному весу. Тренер в Фитнес-клубе «ЦЕХ» (г. Шадринск).

## Биография
Светлана Андреевна Черемшанова родилась 21 августа 1985 года в городе Шадринске Курганской области.
Училась в МОУ СОШ №15 (г. Шадринск). После окончания школы поступила в Зауральский колледж физической культуры и здоровья.
Перед тем как заниматься тяжелой атлетикой, Светлана 3 года занималась легкой атлетикой и в 1999 году выполнила 2 спортивный разряд по легкой атлетике. В 2000 году записалась на секцию тяжелой атлетики и в 2002 году выполнила норматив Мастера спорта России по тяжелой атлетике.
В 2005 году окончила «Зауральский колледж физической культуры и здоровья» (г. Шадринск)
Работает в Фитнес-клубе «ЦЕХ» (г. Шадринск). Тренер детских групповых программ по тяжелой атлетике, тренер групповых программ по базовому кроссфиту.

## Награды и звания
- Мастер спорта России международного класса (2004)
- Первенство России по тяжелой атлетике среди девушек до 18 лет (2002, Чусовой) - 2 место
- Первенство России по тяжелой атлетике среди юниорок (2003, Владимир) — 2 место
- Первенство России по тяжелой атлетике среди девушек до 18 лет (2003, Чехов) — 1 место
- Чемпионат России по тяжелой атлетике в отдельных упражнениях среди женщин (2004, Великий Новгород) — 3 место
- Первенство мира по тяжелой атлетике среди юниорок (2004, Минск) — 6 место
- Первенство Европы по тяжелой атлетике среди юниорок (2004, Бургас) — 5 место
- Первенство России по тяжелой атлетике среди юниорок (2005, Шахты) — 1 место
- Чемпионат России по тяжелой атлетике в отдельных упражнениях среди женщин (2006, Казань) - 2 место
- Чемпионат России по тяжелой атлетике среди женщин (2006, Невинномысск) — 1 место[3]
- Установила 4 рекорда России (2006)
- Чемпионат России по тяжелой атлетике среди женщин (2007, Сыктывкар) - 1 место
- Установила 1 рекорд России (2007)
- Чемпионат России по тяжелой атлетике в отдельных упражнениях среди женщин (2007, Невинномысск) - 1 место
- Установила 3 рекорда России (2007)
- Чемпионат Азии по тяжелой атлетике (2008, Япония) — 3 место
- Чемпионат мира по тяжёлой атлетике 2009 — 5 место (Выступала за команду  Казахстана)
- Чемпионат мира по тяжёлой атлетике 2010 — 7 место (Выступала за команду  Казахстана)
- Чемпионат России по тяжелой атлетике в отдельных упражнениях среди женщин (2011, Пенза) - 1 место
- Чемпионат Европы по тяжелой атлетике (2012, Анталья) - 3 место
- Чемпионат России по тяжелой атлетике в отдельных упражнениях среди женщин (2012, Саранск) - 1 место
- Чемпионат Европы по тяжёлой атлетике 2013 (Албания) — 2 место

## Семья
Отец у Светланы был легкоатлетом, мать — лыжницей. 
Светлана замужем. Муж — Вячеслав Каргаполов, мастер спорта России. Неоднократный призёр и победитель различных соревнований по пауэрлифтингу и бодибилдингу. Работает в Фитнес-клубе «ЦЕХ» (г. Шадринск).
Сын Семен (род. 2014).